# کراتومالاسی
کراتومالاسی (انگلیسی: Keratomalacia) یا نرم‌شدگی قرنیه یک بیماری چشم است که در اثر کمبود ویتامین آ ایجاد می‌شود.
ویتامین آ برای حفظ و بقای اپی‌تلیوم‌های تخصص‌یافته نظیر قرنیه و ملتحمه ضروری است. فقدان این ویتامین موجب تغییرات آتروفیک در سطوح مخاطی طبیعی، ازدست‌رفتنِ سلول‌های گابلِـت و جایگزین شدنِ بافت پوششی طبیعی با یک بافت سنگفرشی مخطط کراتینیزه‌شده می‌شود. علاوه بر این، لایه همبندی مخاط (substantia propria) در قرنیه از هم گسیخته می‌شود و حالت شل و آبگون پیدا می‌کند و سرانجام نرم‌شدگی قرنیه رخ می‌دهد.
در نهایت، قرنیه، شفافیت خود را از دست داده و کاملاً کدر می‌شود. این موضع یکی از مهمترین دلایل کوری در جهان و به‌ویژه در کشورهای در حال توسعه است.